# Irena Gawęcka
Irena Gawęcka (ur. 21 maja 1901 w Buku, zm. 23 października 1982 w Le Chesnay) – polska aktorka kina niemego.

## Życiorys
Urodziła się w 1901 roku w Buku, mieście położonym ok. 28 km od Poznania. W grudniu 1918 r., gdy wybuchło powstanie wielkopolskie, była uczennicą pensji. Przerwała naukę i zgłosiła się do oddziału zaopatrzenia, który dostarczał żywność powstańcom. Za swoją działalność została odznaczona przez Naczelną Radę Ludową Krzyżem Zasługi Obywatelskiej. Po zakończeniu powstania kontynuowała naukę, a później odbyła podróż po kilku państwach europejskich. Zwiedziła m.in. Belgię, Szwajcarię, Francję i Wielką Brytanię. Podczas pobytu w Paryżu poznała reżysera filmowego, który chciał ją zaangażować, jednak w tym samym czasie otrzymała propozycję z poznańskiej wytwórni „Diana-Film” zagrania w filmie Dziewczę z raju i wróciła do kraju. Realizacja tej produkcji nie doszła do skutku. Kilka miesięcy później, w 1928 r. zadebiutowała w filmie Szaleńcy, który był także debiutem reżyserskim Leonarda Buczkowskiego. Film zrealizowała spółka „Diany-Filmu” z założoną w Warszawie w 1927 r. Narodową Wytwórnią Filmów Historycznych „Klio”. Film wyświetlany był również pod tytułem My pierwsza Brygada. Krytycy dobrze przyjęli grę aktorską Gawęckiej, pojawiły się też głosy, że ze względu na urodę, dobrze wypadłaby w bardziej dramatycznej roli. Film otrzymał Grand Prix avec Medaille d'Or na Wszechświatowej Wystawie w Paryżu w 1929 r.
W 1928 r. ukazała się książka Polscy Aktorzy Filmowi Wacława Malczewskiego, wydana przez Polską Bibliotekę Filmową w Warszawie, w której autor wymienił Irenę Gawęcką jako aktorkę należącą do stałego zespołu Narodowej Wytwórni Filmów Historycznych „Klio-Film”. Również w 1928 r. ukazał się katalog handlowy Gwiazdy sceny i ekranu wydany przez firmę „Henryk Żak – Poznań. Fabryka Perfum, Kosmetyków, Mydeł i Przetworów Chemicznych”. Zawierał on zdjęcia aktorów reklamujących produkty kosmetyczne. Pod fotografią Ireny Gawęckiej widniał tekst stylizowany na odręczny podpis: „Perfumy Hezana wolę od zagranicznych Irena Gawęcka”.
W 1929 r. zagrała w trzech niemych filmach. 2 lutego odbyła się premiera filmu Ponad śnieg, w reżyserii Konstantego Meglickiego na podstawie dramatu Stefana Żeromskiego Ponad śnieg bielszym się stanę. Film został wyprodukowany przez studio Diana-Film Poznań i warszawską wytwórnię Klio-Film. 10 maja do kin trafił kolejny film Meglickiego Magdalena, w którym Gawęcka zagrała drugoplanową rolę, żony głównego bohatera inżyniera lotnika Surzyckiego, którą powierzono Mieczysławowi Cybulskiemu. Film wyprodukowany był przez Dworkowski-Film (Bydgoszcz-Poznań). 25 października odbyła się premiera filmu Z dnia na dzień Józefa Lejtesa, w którym otrzymała główną rolę kobiecą Marusi Radziejowskiej. Rolę jej męża powierzono Wiesławowi Gawlikowskiemu, a w zakochanego w niej Jerzego zagrał Adam Brodzisz. Film powstał na podstawie powieści Ferdynanda Goetela. Część zdjęć została wykonana w Białowieży i Puszczy Białowieskiej. Gawęcka otrzymała pochlebne recenzje, krytycy pisali, że jest nadzieją przyszłości w filmie. Józef Lejtes planował obsadzić ją w następnym filmie Cyganeria krakowska, ale nie doszło do jego realizacji.
Dobrze zapowiadająca się kariera aktorska Gawęckiej nie rozwinęła się w epoce kina dźwiękowego. W 1930 r. wystąpiła w epizodycznej roli w filmie dźwiękowym Wiatr od morza w reżyserii Kazimierza Czyńskiego, na podstawie powieści Żeromskiego pod tym samym tytułem. Zagrała u boku Eugeniusza Bodo, Adama Brodzisza i Marii Malickiej. Był to prawdopodobnie ostatni film, w którym wystąpiła. Nie zachowały się żadne informacje, aby po tej produkcji wystąpiła jeszcze przed kamerą. Brak też informacji o życiu Gawęckiej w latach 30. i 40. Po II wojnie światowej zamieszkała we Francji, gdzie zmarła 23 października 1982 r. w miejscowości Le Chesnay.
W 2023 r. członkowie PTTK oraz Hubert Wejmann, dyrektor Biblioteki i Kina „Wielkopolanin” w Buku, podczas przygotowań do 8. Europejskiej Nocy Muzeów odkryli, że w ich mieście urodziła się przedwojenna aktorka Irena Gawęcka. Zaproszony na to wydarzenie Tomasz Raczek poproszony został o wygłoszenie kilka słów na jej temat. Krytyk wysoko ocenił umiejętności aktorskie Gawęckiej. Zasugerował, że prawdopodobnie, jak w przypadku Poli Negri, nie sprostała zmieniającym się oczekiwaniom rynku filmowego. Negri nie mogła się odnaleźć w kinie dźwiękowym, ze względu na swoją barwę i tembr głosu, zaś Gawęcka miała talent, ale była zbyt nowoczesna na ówczesne czasy. Według krytyka w kreowaniu postaci była szczera i naturalna, a to nie pasowało do komercyjnego, hollywoodzkiego stylu grania, który zaczął być naśladowany w Polsce w latach 30. XX wieku.
13 maja 2023 r., 95 lat po debiucie Gawęckiej, Tomasz Raczek i burmistrz Buku Paweł Adam odsłonili tablicę upamiętniającą aktorkę w holu kina „Wielkopolanin”. Po uroczystości wyświetlony został film Szaleńcy.

## Życie prywatne
Była córką Bolesława Gawęckiego i Mieczysławy z d. Brodowskiej. Rodzina wielokrotnie przeprowadzała się. Jedyny brat Henryk Antoni Józef Gawęcki, późniejszy powstaniec wielkopolski, urodził się w 1903 r. w Kościanie. Wyszła za mąż za Wacława Rembiszewskiego - znanego warszawskiego architekta, z którym miała córkę Irenę Krystynę (ur. 1939).

## Filmografia
Filmy z udziałem Ireny Gawęckiej:
- 1928 – Szaleńcy jako hrabianka Zofia
- 1929 – Ponad śnieg – żona głównego bohatera
- 1929 – Magdalena jako Irena, żona Surzyckiego
- 1929 – Z dnia na dzień jako Marusia Radziejowska
- 1930 – Wiatr od morza jako rybaczka